# Ludwik Sendek
Ludwik Sendek (ur. 31 marca?/13 kwietnia 1902 w Krasiłowie na Podolu, zm. 11 kwietnia 2004 w Radomiu) – podpułkownik Wojska Polskiego; żołnierz Wojska Polskiego II RP i Polskich Sił Zbrojnych na Zachodzie.

## Życiorys
Harcerz, prekursor ruchu skautowskiego w rejonie Kozienic. Członek Polskiej Organizacji Wojskowej, 6 sierpnia 1919 decyzją Edwarda Rydza-Śmigłego otrzymał Krzyż tej organizacji. Od 11 listopada 1918 służył w 3 Pułku Ułanów Śląskich. 18 września 1919 został zwolniony, jako małoletni. Od 20 lipca do 20 grudnia 1920 był uczniem 31. klasy Szkoły Podchorążych w Warszawie. 1 grudnia 1920 został przeniesiony do rezerwy.
Ukończył Liceum Handlowe w Radomiu oraz Państwową Wyższą Szkołę Budowy Maszyn i Elektrotechniki im. H. Wawelberga i S. Rotwanda w Warszawie. 1 lipca 1931 jako pracownik kontraktowy został zatrudniony w Warsztatach Amunicyjnych Nr 1 w Warszawie-Powązkach na stanowisku pełniącego obowiązki kierownika warsztatu amunicji karabinowej. 1 grudnia 1932 powierzono mu obowiązki zastępcy kierownika Biura Produkcji. 7 marca 1935 został członkiem zwyczajnym SIMP.
29 stycznia 1932 został mianowany porucznikiem ze starszeństwem z 2 stycznia 1932 i 59. lokatą w korpusie oficerów rezerwowych kawalerii. Posiadał wówczas przydział w rezerwie do 3 puł w Tarnowskich Górach. Później, w tym samym stopniu i starszeństwie, został przeniesiony do korpusu oficerów uzbrojenia. W 1934, jako oficer rezerwy pozostawał w ewidencji Powiatowej Komendy Uzupełnień Warszawa Miasto III. Posiadał przydział do Oficerskiej Kadry Okręgowej Nr I. Był wówczas lub w grupie oficerów „reklamowanych na 12 miesięcy”.
Brał udział w wojnie obronnej 1939 roku, następnie przez Rumunię trafił do Tarbes we Francji i dalej promem do Wielkiej Brytanii. W Wielkiej Brytanii służył z załodze Pociągu Pancernego Nr 5. 8 października 1941, na własna prośbę, został urlopowany na okres jednego roku.
Na polecenie rządu brytyjskiego udał się do Stambułu, gdzie był specjalistą ds. amunicji. Po pogorszeniu się stosunków brytyjsko-tureckich wrócił do Wielkiej Brytanii, gdzie przebywał do końca wojny.
Władze ludowe pozbawiły go polskiego obywatelstwa. Przez krótki okres mieszkał w Australii, a następnie na wschodnim wybrzeżu USA. Do Polski wrócił w latach 80. i zamieszkał w Radomiu.
Od 1989 członek Związku Bojowników o Wolność i Demokrację, a następnie Związku Kombatantów RP i Byłych Więźniów Politycznych.
Minister obrony narodowej rozkazem personalnym nr 125 z 16 sierpnia 1991 mianował go na stopień majora, a decyzją nr 79/Komb. z 9 marca 2001 na stopień podpułkownika.
W 2002 Roland Semik i Wojciech Gorgul z Radomia wyczerpująco spisali jego losy w opracowaniu pt.: "Ppłk Ludwik Sendek — świadek i uczestnik migracji wojennej, zarobkowej i politycznej". Otrzymali za to II wyróżnienie zespołowe w Konkursie "Historia Bliska" Ośrodka KARTA i Fundacji Batorego. Praca ta, a także archiwalne zdjęcia, dokumenty i kasety z zapisem rozmów znajdują się w Archiwum Ośrodka KARTA przy ul. Narbutta 29 w Warszawie.
Ludwik Sendek był dwukrotnie żonaty. Zmarł w Domu Pomocy Społecznej Weterana Walki i Pracy w Radomiu.

## Ordery i odznaczenia
- Medal Niepodległości – 19 czerwca 1938 „za pracę w dziele odzyskania niepodległości”[7]
- Medal Pamiątkowy za Wojnę 1918–1921 „Polska Swemu Obrońcy”
- Medal Dziesięciolecia Odzyskanej Niepodległości
- Odznaka „Weteran Walk o Wolność i Niepodległość Ojczyzny” nr 61722